# 马修岛
马修岛（法語：Île Matthew）是太平洋西南部一座无人居住的活火山岛，属于法国海外领地新喀里多尼亚的一部分，但与瓦努阿图存在归属争议。马修岛位于新喀里多尼亚岛以东约500公里处。第一位看到该岛的西方人是英国海员托马斯·吉尔伯特（1788年），他以他的一名亲信的名字命名。由于火山不断喷发和自然营力的侵蚀，岛的面积和高度尚不固定。